# Sikun
Sikun is een bestuurslaag in het regentschap Belu van de provincie Oost-Nusa Tenggara, Indonesië. Sikun telt 1050 inwoners (volkstelling 2010).